# Lemanea
Genre
Lemanea est un genre d'algues rouges d'eau douce de la famille des Lemaneaceae. Bien que placé dans les Rhodophyta (algues rouges), ses membres sont de couleur verte. Deux espèces sont répandues dans l’hémisphère nord.

## Description
Lemanea est une algue ramifiée ou non ramifiée, semblable à un crin de cheval grossier. Une inspection minutieuse montre qu'elle présente de petits renflements à intervalles plus ou moins réguliers sur toute sa longueur. Elle grandit jusqu'à 40 cm de longueur, en grappe en eau douce. Jeune, elle est de couleur bleu-vert à olive. Le stade asexué est une rangée de filaments ramifiés unicellulaires.

## Répartition
Le genre est considéré comme cosmopolite dans l’hémisphère nord.
Les mentions de ce genre en Irlande sont peu nombreuses, avec seulement trois mentions historiques du nord de l'Irlande dans l'Ulster Museum Herbarium. Une collectée par William Thompson en 1839 ; une collectée par W. Sawers en 1856 et une collectée en 1884 par HWLett. Il semble que ce soient les premiers enregistrements du nord de l'Irlande. Un spécimen plus récent collecté en 1959 par Miss MPH Kertland près de Dungiven, Co. Londonderry est également conservé. Seize autres spécimens ont été collectés récemment, c'est-à-dire au cours des 50 dernières années, et ont été ajoutés à la collection, tous originaires d'Irlande du Nord. Ils possèdent également un spécimen étranger collecté aux Féroé. Une espèce de Lemanea a été trouvée sur des dalles dans les cours d'eau à débit rapide au nord-ouest de l'île de Mull. En 2007, Lemanea fucina a été signalée sur l'île Clare.
En Amérique du Nord, deux espèces de ce genre sont répertoriées.

## Taxonomie
Le genre a été circonscrit par le naturaliste français Jean-Baptiste Bory de Saint-Vincent dans les Annales du Muséum national d'Histoire naturelle en 1808. Le nom Lemanea a été donné en l'honneur de Dominique Sébastien Léman (1781-1829), botaniste italo-français (intéressé par la ptéridologie, l'algologie et la mycologie) et aussi la minéralogie. Lemanea corallina Bory est l'espèce holotype, nom placé ensuite en synonyme de Lemanea fluviatilis (Linnaeus) C.Agardh.

## Liste des espèces
Selon l'AlgaeBase (4 octobre 2023) (C = nom correct ; S = synonyme ; U = statut incertain ; P = entrée préliminaire qui n'a fait l'objet d'aucune vérification) :
- Lemanea adulta (Kützing) Kützing C
- Lemanea americana Harvey S
- Lemanea annulata Kützing S
- Lemanea australasica Sonder S
- Lemanea australis Atkinson S
- Lemanea batrachospermosa Bory S
- Lemanea borealis Atkinson C
- Lemanea catenata Kützing S
- Lemanea ciliata (Sirodot) De Toni U
- Lemanea condensata Israelson C
- Lemanea corallina Bory S
- Lemanea corinaldii Meneghini S
- Lemanea crassa S.L.Xie & Z.X.Shi U
- Lemanea daldinii Rabenhorst S
- Lemanea deamii Blum S
- Lemanea dillenii Bory S
- Lemanea feldmannii Sánchez-Rodríguez & Huerta S
- Lemanea fluviatilis (Linnaeus) C.Agardh C
- Lemanea fucina Bory C
- Lemanea grandis (Wolle) Atkinson S
- Lemanea hispanica Budde U
- Lemanea kalchbrenneri Rabenhorst S
- Lemanea mamillosa Kützing S
- Lemanea manipurensis Ganesan, J.A.West, Zuccarello & J.Rout C
- Lemanea mexicana Kützing S
- Lemanea nodosa Kützing S
- Lemanea occidentalis M.L.Vis & K.M.Müller C
- Lemanea parva (M.L.Vis & R.G.Sheath) M.L.Vis C
- Lemanea parvula Sirodot S
- Lemanea pleocarpa Atkinson S
- Lemanea ramosa S.L.Xie & Z.X.Shi U
- Lemanea rigida (Sirodot) De Toni C
- Lemanea sertularina Bory C
- Lemanea simplex C.-C.Jao U
- Lemanea sinica C.-C.Jao C
- Lemanea subtilis C.Agardh C
- Lemanea sudetica Kützing U
- Lemanea thiryana Wartmann C
- Lemanea torulosa (Roth) C.Agardh S
- Lemanea torulosa Sirodot P